# Konrad von Trützschler

Konrad von Trützschler

Hans Dietrich Konrad von Trützschler, ab 1900 Hans Dietrich Konrad von Trützschler, Freiherr von Falkenstein (* 20. Februar 1830 in Dorfstadt; † 12. Mai 1907) war ein sächsischer Rittergutsbesitzer und Politiker.

## Leben
Trützschler wurde 1830 in Dorfstadt bei Falkenstein als Sohn des Rittergutsbesitzers Hans Julius Ferdinand von Trützschler (1792–1860) und dessen Ehefrau Johanna Antonia geborene Kasten aus Weischlitz geboren. Ab dem Alter von acht Jahren besucht er die Anstalt des Pfarrers Grundmann in Kloschwitz, wo er eine strenge Erziehung erfuhr. Von 1844 bis 1849 besuchte er die Fürstenschule St. Afra. Anschließend absolvierte Trützschler bis 1854 ein Studium der Rechtswissenschaften an der Universität Leipzig, während dessen er als Soldat in einer Jägerbrigade dienen musste. Nach dem Staatsexamen trat er als Aktuar in das Gerichtsamt Riesa ein. Nach dem Tod des Vaters übernahm er gemeinsam mit seinem jüngeren Bruder Otto die Bewirtschaftung des väterlichen Rittergutes.
Er war Mitglied der Stände des Vogtländischen Kreises. Nach der Änderung der Verwaltungsstrukturen war Trützschler ab 1874 Mitglied im Bezirksausschuss der Amtshauptmannschaft Auerbach und auch im Kreisausschuss der Kreishauptmannschaft Zwickau. Ab dem Landtag 1877/78 gehörte er als von König Georg auf Lebenszeit ernannter Abgeordneter der I. Kammer des Sächsischen Landtags an. In dieser war er Mitglied der Finanzdeputation und berichtete über den Staatshaushalt.
Trützschler engagierte sich verschiedentlich in gesellschaftlichen Vereinen und Ämtern. So war er Mitglied im sächsischen Landeskulturrat und im Deutschen Landwirtschaftsrat. Er war Mitglied und zeitweise Vorsitzender des erbländischen ritterschaftlichen Kreditvereins in Leipzig, Vorsitzender des Vereins zur Begründung von Volksheilstätten für Lungenkranke, Ausschussmitglied der Landwirtschaftlichen Feuerversicherungsgesellschaft in Dresden, Verwalter der zur Fürstenschule St. Afra gehörenden Wälder des Rittergutes Brambach.
König Albert erhob ihn am 20. Januar 1900 zeitgleich mit seinen Falkensteiner Vettern in den Freiherrenstand. Sie führten fortan den Titel Freiherr von Falkenstein. Auf Vorschlag des Domkapitels hatte er ihn bereits 1897 zum Domherrn des Hochstiftes Meißen ernannt, von dem er am 14. Mai 1899 aufgenommen wurde. König Georg besuchte ihn am 8. Juli 1903 auf dem Rittergut Dorfstadt, ebenso König Friedrich August III. am 26. Juni 1906. Letzterer ehrte Trützschler 1905 mit der Verleihung des Komturkreuzes I. Klasse des Albrechts-Ordens.
Trützschler heiratete 1881 Elisabeth von Kirchbach, eine Tochter seiner Cousine. Das Ehepaar hatte drei Söhne und die Tochter Marianne, alle zwischen 1882 und 1887 in Dorfstadt geboren.